# Primitivity
Primitivity — американская челло-метал-группа.

## История
Группа начала свою деятельность в июле 2000 года с исполнения кавер-версий песен Megadeth и Apocalyptica. В 2010 году выпустила дебютный альбом «Plays Megadeth For Cello». В 2013 году вышел второй альбом — «Evolution».

## Состав

### Нынешний состав
- Лорен Вестбрук-Фриттс — виолончель (c 2000)
- Деври Льюис — виолончель (c 2010)

### Бывшие участники
- Натали Спехар — виолончель (2010—2014)[4][5]
- Робби Бёрнс — ударные (2009—2014)
- Дэвид Тейе — виолончель (2009—2010)
- Кристин Остлинг — виолончель (2009—2010)
- Маурисио Бетанзо — виолончель (2009—2010)
- Кейси Клоптон — виолончель (2002—2008)
- Кейт Томас — виолончель (2002—2008)
- Дэнни Виллануэва — ударные (2002—2009)

## Дискография
- Plays Megadeth For Cello (2010)
- Evolution (2013)